# Попов, Алексей Фёдорович (актёр)
Алексей Фёдорович Попов (1733—1799) — один из первых русских актёров.

## Биография
Родился в Ярославле 16 (27) марта 1733 года. Будучи от природы крайне любознательным, он вскоре по приезде в Ярославль Фёдора Волкова подружился с ним, и, сильно увлёкшись театральной деятельностью Волкова, ещё в Ярославле вступил в его труппу. Когда в 1752 году Фёдор Волков со своими артистами был привезён в Санкт-Петербург и дал, по желанию императрицы Елизаветы Петровны, во дворце на «комнатной сцене» трагедию А. П. Сумарокова «Хорев», заглавную роль исполнял Алексей Попов.
Вскоре после этого, а именно 10 сентября 1752 года он, вместе с Иваном Дмитревским, был отдан, в Высочайшему повелению, в Сухопутный шляхетский кадетский корпус «для необходимого театральным артистам обучения словесности, иностранным языкам и гимнастике», как сказано было в указе. Кроме тех предметов, которые проходились в корпусе, они обучались ещё декламации, под руководством капитан-поручика Мелиссино. Пребывание в Корпусе нисколько не препятствовало молодому артисту продолжать появляться вместе с товарищами на сцене придворного театра.
В Корпусе Попов пробыл около четырёх лет, 10 июля 1756 года был зачислен в актёры и занял амплуа вторых любовников, а в отсутствие Дмитревского исполнял его роли. Сведений о его игре сохранилось очень немного. Между прочим, он участвовал в пьесе «Лжеучёный», исполняя в ней роль Михея. Определённый в актёры со времени возникновения русского театра, он всё время играл видную роль в придворной труппе. Жалованье по тому времени он получал очень значительное — 950 рублей в год. В 1770-х годах, помимо прямых своих обязанностей, он преподавал декламацию в Театральном училище.
1 декабря 1783 года Попов вышел в отставку с пенсией в 700 рублей. В последующие годы он неоднократно брался обучать учеников и учениц Театральной школы; иногда его приглашали разучить с тем или другим артистом новую роль. Попов скончался 25 апреля (6 мая) 1799 года и похоронен на Смоленском кладбище.